# محطة قطار البليدة
محطة البليدة هي محطة قطار جزائرية تقع على أراضي بلدية البليدة في ولاية البليدة .

## موقع في السكك الحديدية
تَقع المحطة على خط الجزائر-وهران ، بين محطتي بني مراد وشفعة .

## خدمة الركاب

### خدمة
محطة البليدة تخدمها القطارات:
- مخطط الطريق الجزائر - وهران ؛
- الروابط الإقليمية لجهة الجزائر - الشلف ؛
- من شبكة السكك الحديدية في ضواحي الجزائر التي توفر ربط الجزائر - العفرون .

## أنظر أيضا

### مَقالات ذات صِلة
- خط من الجزائر إلى وهران
- قائمة محطات القطارات في الجزائر
- شبكة السكك الحديدية الضواحي في الجزائر

### رَوابط خارجية
- "SNTF". Société nationale des transports ferroviaires (SNTF). مؤرشف من الأصل في 2025-06-30..